# Praça Antero de Quental

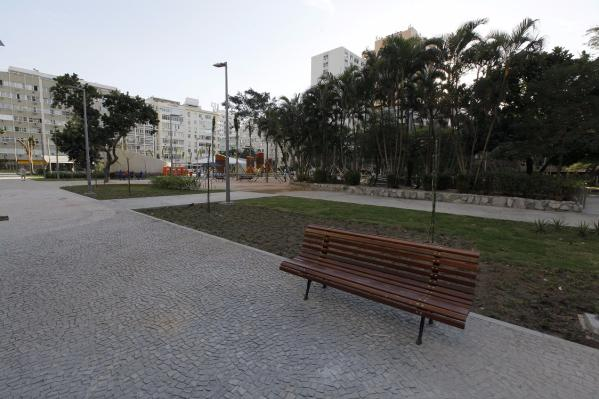
Praça Antero de Quental, em 2016.

A Praça Antero de Quental é uma praça situada no bairro do Leblon, na Zona Sul da cidade do Rio de Janeiro. Localiza-se no quarteirão formado pelas seguintes avenidas: Ataulfo de Paiva, General Urquiza, Bartolomeu Mitre e General San Martín.
No dia 30 de julho de 2016, entrou em operação a Estação Antero de Quental / Leblon da Linha 4 do Metrô do Rio de Janeiro, construída sob a praça. A praça ficou fechada durante as obras da estação, sendo reinaugurada no dia 16 de julho de 2016 com um novo projeto paisagístico, passando a contar com novos exemplares de árvores, bancos reformados e iluminação reforçada.
O nome da praça foi dado em homenagem a Antero Tarquínio de Quental, mais conhecido como Antero de Quental, que foi um escritor e poeta português do século XIX que teve um papel importante no movimento da Geração de 70. Antero de Quental, ao longo de sua vida, dedicou-se à reflexão dos grandes problemas filosóficos e sociais de seu tempo.

## História

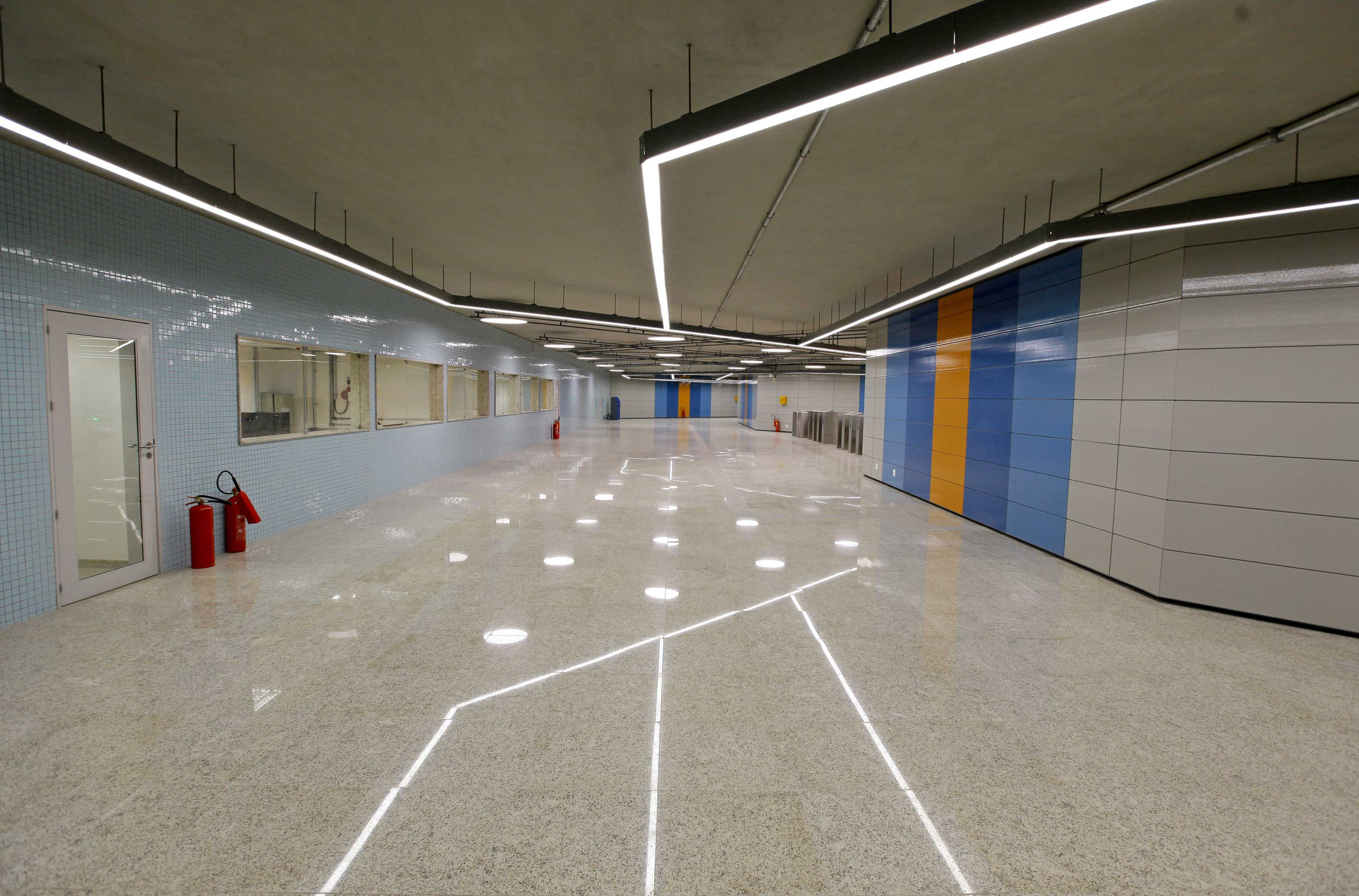
Interior da Estação Antero de Quental / Leblon, construída sob a praça, em 2016.

Anteriormente denominada Praça Conde Paulo de Frontin, a praça recebeu o nome do poeta português Antero de Quental ao ser reconhecida como área pública, no dia 12 de junho de 1942. Na época, a praça foi reurbanizada, seguindo projeto do arquiteto Azevedo Neto. No logradouro, foi feito o plantio de árvores e a implantação de canteiros, junto com a instalação de um lago central. O projeto de Azevedo Neto deu à praça uma configuração geométrica, reforçada pela pavimentação das calçadas.
A praça foi novamente reurbanizada em 1996 após ser contemplada pelo Rio-Cidade, um programa de urbanismo da cidade do Rio de Janeiro desenvolvido na década de 1990. Seguindo projeto do arquiteto Luiz Eduardo Indio da Costa e do paisagista Fernando Chacel, os canteiros e as áreas de lazer foram redesenhadas, além de uma área central destinada à realização de eventos culturais ser criada. Houve também a incorporação de diversas espécies de palmeiras à arborização original e a instalação de uma nova linha de mobiliário urbano.
Entre outubro e novembro de 2012, a praça foi parcialmente fechada para a construção da Estação Antero de Quental / Leblon do Metrô do Rio de Janeiro, que atualmente atende à Linha 4. Após o fim das obras, no dia 16 de julho de 2016, a praça foi entregue reurbanizada à população carioca. Novas árvores e brinquedos, além de bancos reformados, foram inseridos no local, que também teve sua iluminação reforçada. As árvores plantadas anteriormente também foram inseridas no novo paisagismo da praça.
Em 2018, cogitou-se a construção de um estacionamento subterrâneo sob a praça. No Diário Oficial do Município do Rio de Janeiro (DOM-RJ) do dia 1º de novembro de 2018, foi publicado um aviso público para que empresas interessadas em construir estacionamentos subterrâneos sob a Praça Antero de Quental e outras três praças de Copacabana e Ipanema realizassem estudos públicos de viabilidade técnica e econômico-financeira para a construção e a gestão desses estacionamentos.